# 达里奥·许布纳
达里奥·许布纳（德語：Dario Hübner，1967年4月28日—），男，意大利足球运动员。他曾当选2001-2002赛季意甲联赛最佳射手。。